# Campeonato Mundial de Ciclismo em Estrada de 1997
O Campeonato Mundial de Ciclismo em Estrada 1997 teve lugar de 7 de outubro a 12 de outubro em San  Sebastián na Espanha.

## Resultados
| Provas :                                        | Ouro                              | Ouro            | Prata                        | Prata       | Bronze                           | Bronze      |
| Provas masculinas                               |                                   |                 |                              |             |                                  |             |
| Homens - carreira em linha                      | Laurent Brochard · França         | 6 h 16 min 48 s | Bo Hamburger · Dinamarca     | m.t.        | Léon van Bon · Países Baixos     | m.t.        |
| Homens- contrarrelógio                          | Laurent Jalabert · França         | 52 min 01 s     | Serhiy Honchar · Ucrânia     | 52 min 04 s | Chris Boardman · Reino Unido     | 52 min 21 s |
| Provas masculinas - menores de 23 anos          |                                   |                 |                              |             |                                  |             |
| Homens - menores de 23 anos - carreira em linha | Kurt Asle Arvesen · Noruega       | 3 h 00 min 46 s | Óscar Freire · Espanha       | + 15 s      | Gerrit Glomser · Áustria         | m.t.        |
| Homens- menores de 23 anos - contrarrelógio     | Fabio Malberti · Itália           | 40 min 41 s     | László Bodrogi · Hungria     | 41 min 08 s | David George · África do Sul     | 41 min 12 s |
| Provas femininas                                |                                   |                 |                              |             |                                  |             |
| Mulheres - carreira em linha                    | Alessandra Cappellotto · Itália   | 2 h 44 min 37 s | Elisabeth Tadich · Austrália | m.t.        | Catherine Marsal · França        | m.t.        |
| Mulheres - contrarrelógio                       | Jeannie Longo · França            | 39 min 15 s     | Zulfiya Zabirova · Rússia    | 39 min 16 s | Judith Arndt · Alemanha          | 39 min 44 s |
| Provas masculinas - juniors                     |                                   |                 |                              |             |                                  |             |
| Homens - juniors - carreira em linha            | Crescenzo D'Amore · Itália        | 2 h 54 min 49 s | Martin Bolt · Suíça          | m.t.        | Margus Salumets · Estónia        | m.t.        |
| Homens- juniors - contrarrelógio                | Torsten Hiekmann · Alemanha       | 35 min 56 s     | Michael Rogers · Austrália   | 35 min 57 s | Alexei Markov · Rússia           | 36 min 11 s |
| Provas femininas - juniors                      |                                   |                 |                              |             |                                  |             |
| Mulheres- juniors - carreira em linha           | Mirella van Melis · Países Baixos | 1 h 50 min 19 s | Nicole Brändli · Suíça       | m.t.        | Sofie Andersson · Suíça          | m.t.        |
| Mulheres- juniors - contrarrelógio              | Olga Zabelinskaia · Rússia        | 19 min 56 s     | Sylvia Hubscher · Alemanha   | 20 min 32 s | Maria Mercedes Cagigas · Espanha | 20 min 33 s |

## Medalheiro
| Nação         | Ouro | Prata | Bronze |
| ------------- | ---- | ----- | ------ |
| França        | 3    | 0     | 1      |
| Itália        | 3    | 0     | 0      |
| Alemanha      | 1    | 1     | 1      |
| Rússia        | 1    | 1     | 1      |
| Países Baixos | 1    | 0     | 1      |
| Noruega       | 1    | 0     | 0      |
| Suíça         | 0    | 2     | 1      |
| Austrália     | 0    | 2     | 0      |
| Espanha       | 0    | 1     | 1      |
| Dinamarca     | 0    | 1     | 0      |
| Ucrânia       | 0    | 1     | 0      |
| Hungria       | 0    | 1     | 0      |
| Áustria       | 0    | 0     | 1      |
| Estónia       | 0    | 0     | 1      |
| Reino Unido   | 0    | 0     | 1      |
| África do Sul | 0    | 0     | 1      |

## Suposta dopagem de Laurent Brochard

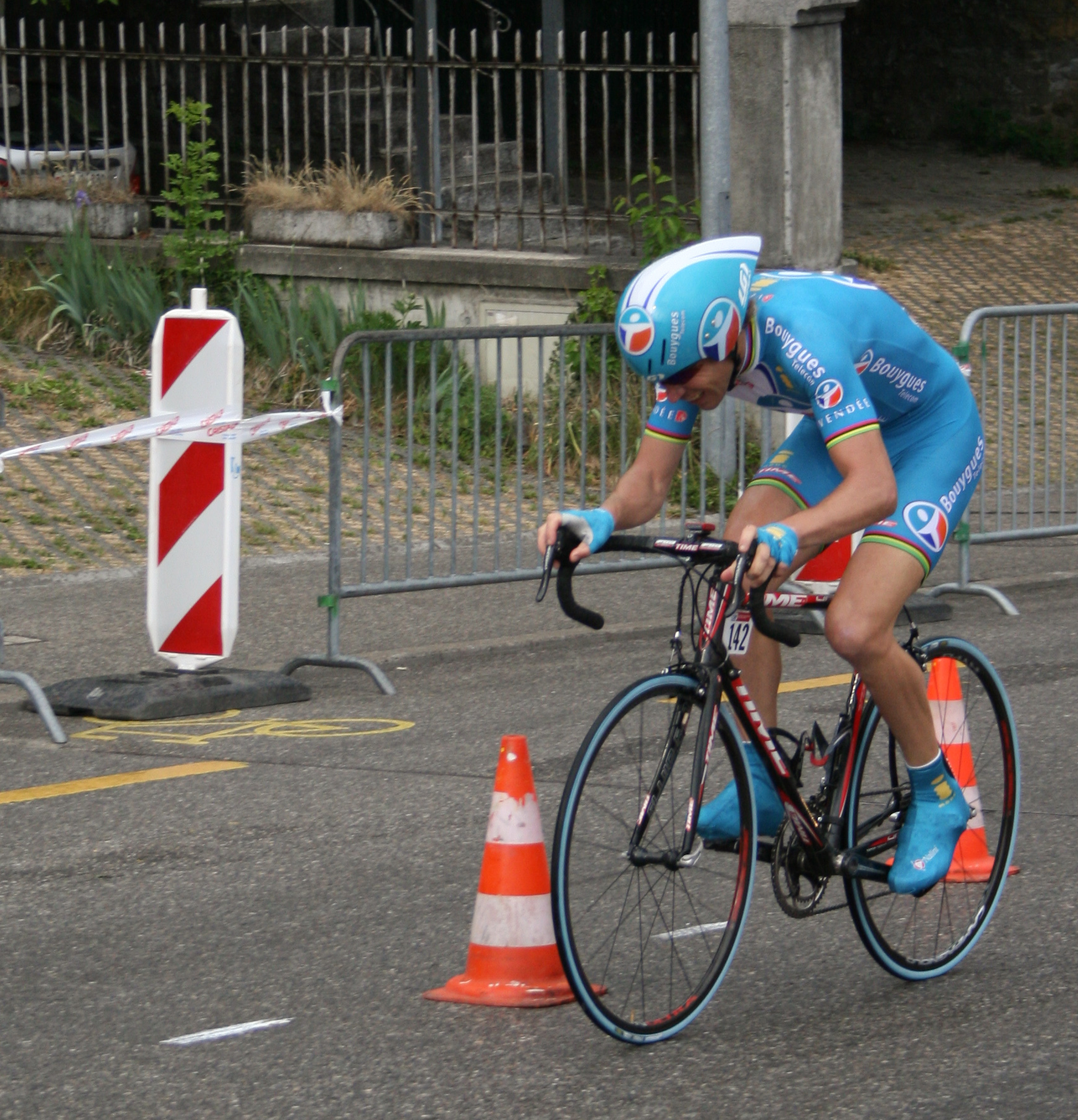
Laurent Brochard, com o maillot de campeão do mundo deste ano.

Alguns meses após a sua vitória nos campeonatos do mundo, veio à tona o Caso Festina e Laurent Brochard fazia parte da equipa Festina reconhecendo que se tinha dopado. Esta confessão valeu-lhe uma sanção imposta em dezembro de 1998 e válida até o 1 de maio de 1999. O assunto Festina ajudou a pôr ao dia a organização do dopagem no seio da equipa do mesmo nome.
O massagista da equipa Willy Voet, cuja detenção se produziu em julho de 1998 é a origem deste caso segundo revela no livro Massacre à a chaîne editado em 1999 e no que Laurent Brochard foi objeto de um controle no que deu positivo por lidocaína, quando ganhou o campeonato do mundo de estrada em 1997. Voet, que se ocupava dos ciclistas do Festina seleccionados pela França nestes campeonatos, atribuiu ao Inzitan o controle positivo, um esteróide que foi receitado por outro treinador de Brochard. O médico da equipa Festina, Fernando Jiménez, a seguir, apresentou um certificado médico que justificava com efeito retroactivo a tomada deste fármaco para a hérnia discal que sofria Brochard. A União Ciclista Internacional recebeu o certificado e não se iniciou processo disciplinares contra Laurent Brochard, ainda que se requeria que o certificado fosse apresentado no controle de dopagem. Willy Voet afirmou também que Brochard tinha "seguido a mesma preparação" que Richard Virenque e Pascal Hervé nestes campeonatos, incluindo EPO, a hormona de crescimento e corticoides.